# Simple as That
Simple as That is een nummer van de Amerikaanse band Huey Lewis & the News uit 1987. Het is de vijfde single van hun vierde studioalbum Fore!. 
"Simple as That" gaat over een arbeider wiens leven alleen maar uit werken bestaat, omdat hij anders niet rond kan komen. Hij heeft wel ambities zoals het kopen van een mooi huis, maar daar heeft hij niet voldoende geld voor. Naarmate het nummer vordert is de tijd verstreken, zijn de kinderen van de arbeider opgegroeid en hebben die hun eigen gezinnen gesticht, terwijl het leven van de arbeider niets verandert.
Het nummer verscheen enkel op single in het Verenigd Koninkrijk, waar het de 47e positie bereikte.